# Valier (Illinois)
Valier è un villaggio degli Stati Uniti d'America, situato nello Stato dell'Illinois, nella contea di Franklin.